# Eugene F. Loud

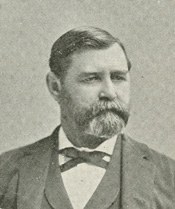
Eugene F. Loud

Eugene Francis Loud (* 12. März 1847 in Abington, Plymouth County, Massachusetts; † 19. Dezember 1908 in San Francisco, Kalifornien) war ein US-amerikanischer Politiker. Zwischen 1891 und 1903 vertrat er den Bundesstaat Kalifornien im US-Repräsentantenhaus.

## Werdegang
Eugene Loud fuhr in seiner Jugend für einige Zeit zur See, ehe er sich in Kalifornien niederließ. Trotz seiner Jugend nahm er ab 1862 als Soldat einer Kavallerieeinheit im Heer der Union am Bürgerkrieg teil. Nach dem Krieg kehrte er nach Kalifornien zurück, wo er im Bergbau arbeitete. Außerdem studierte er Jura. Später war er bei der Zollbehörde in San Francisco und dann bei der Stadt- und Kreisverwaltung angestellt. Gleichzeitig begann er als Mitglied der Republikanischen Partei eine politische Laufbahn. Im Jahr 1884 wurde er in die California State Assembly gewählt.
Bei den Kongresswahlen des Jahres 1890 wurde Loud im fünften Wahlbezirk von Kalifornien in das US-Repräsentantenhaus in Washington, D.C. gewählt, wo er am 4. März 1891 die Nachfolge von Thomas J. Clunie antrat. Nach fünf Wiederwahlen konnte er bis zum 3. März 1903 sechs Legislaturperioden im Kongress absolvieren. In diese Zeit fiel der Spanisch-Amerikanische Krieg von 1898. Seit 1895 war Loud Vorsitzender des Postausschusses.
Im Jahr 1902 wurde er nicht erneut bestätigt. Nach dem Ende seiner Zeit im US-Repräsentantenhaus ist Eugene Loud politisch nicht mehr in Erscheinung getreten. Er starb am 19. Dezember 1908 in San Francisco.